# Несолеобразующие оксиды
Несолеобразующие оксиды — оксиды неметаллов, которые не взаимодействуют со щелочами и кислотами и не вступают в реакции солеобразования, что отличает их от основных, кислотных и амфотерных оксидов. Они не имеют кислотных гидроксидов. 
Несолеобразующие оксиды также называют безразличными или индифферентными. Таких оксидов немного, к ним относятся оксид углерода(II) CO, оксид азота(I) N2O, оксид азота(II) NO, вода (оксид водорода) H2O, оксид кремния(II) SiO, оксид серы(I) S2O, оксид серы(II) SO.